# William Cotton (inventore)

Produzione di calze (USA 1937).

William Cotton (Leyton, 1817 – Leytonstone, 1887) è stato un inventore inglese.

## Biografia
Nel 1860 Cotton inventò una macchina per maglieria piana, chiamata in suo onore anche “macchina per cotone”. La macchina veniva utilizzata per produrre maglieria a filo singolo in un calzificio. Era un ulteriore sviluppo delle macchine inventate da William Lee e Arthur Paget.
Questa cosiddetta “macchina per il cotone” aveva una barra dell’ago verticale e un motore. L'invenzione della macchina per il cotone fu di grande importanza per la produzione su larga scala di calze, poiché poteva produrre automaticamente fino a 36 lunghezze di calze contemporaneamente ed era quindi adatta alla produzione industriale di massa di calze a maglia, le cosiddette "calze di cotone".
Poco dopo, il produttore Hermann Starker di Chemnitz acquistò il brevetto e costruì su licenza le macchine per cotone a Chemnitz, Oberlungwitz e Hohenstein-Ernstthal, da dove servì gran parte del mercato intorno al 1900.